# Sagitta chilensis
Sagitta chilensis är en djurart som tillhör fylumet pilmaskar, och som beskrevs av Villenas och Palma 2006. Sagitta chilensis ingår i släktet Sagitta och familjen Sagittidae. Inga underarter finns listade i Catalogue of Life.